# Liste des cours d'eau de la Nouvelle-Calédonie
Cet article présente une liste des cours d'eau de la Nouvelle-Calédonie classés par ordre alphabétique ainsi que par longueur.

## Cours d'eau classés par ordre alphabétique
La quasi totalité des cours d'eau de la Nouvelle-Calédonie se situent sur l'île principale, la Grande Terre. En effet, les îles Loyauté n'en possèdent aucun car il s'agit d'îles coralliennes avec un relief karstique. Les îles Belep n'en possèdent pas non plus tandis que l'île des Pins possède une rivière : l'Ouro. 
- Amoa
- Boghen
- Boulari
- Boutana
- Bubwa
- Canala
- Carigou
- Cigu
- Comboui
- Couvelée
- Creek Pernod
- Diahot
- Donhago
- Dothio
- Douencheur
- Dumbéa
- Dumbéa Nord
- Faténaoué
- Ganmana
- Hienghène
- Ho
- Houaïlou
- Iouanga
- Kamoui
- Kari Wéno
- Karoipa
- Koné
- Koua
- Kouakoué
- Kouanga
- Kouaoua
- Koué
- Koumac
- Kuébéni
- Kun Pwéc
- Kwaba
- Kwakwatu
- La Bâ
- La Coulée
- La Foa
- La Tû
- Lembi
- Lounga
- Moindah
- Moindou
- Monéo
- Mou
- Muéo
- Nakéty
- Néavin
- Négropo
- Néhoué
- Nenganu
- Népoui
- Néra
- Nessadiou
- Netaxi
- Ngo
- Ngoye
- Ni
- Nimbaye
- Nimbo
- Nomac
- Nondoué
- Ouaco
- Ouaieme
- Ouango
- Ouaméni
- Ouanéoué
- Oua Tom
- Ouaya
- Oué Bouameu
- Oué Pouanlotch
- Ouenghi
- Ouha
- Ouinné
- Oumbéa
- Ouro
- Papainda
- Parari
- Paroua
- Plum
- Pouai
- Poué Koué
- Pouembout
- Pouéo
- Pourina
- Poya
- Pwatapwaméc
- Pwé Bwadu
- Pwé Run
- Pwé Xok
- Rivière Blanche
- Rivière Bleue
- Rivière du Cap
- Rivière des Lacs
- Rivière des Pirogues
- Rivière Salée
- Tâdé
- Taléa
- Tamony
- Tanghène
- Taom
- Tchamba
- Témala
- Téné
- Thi
- Thio
- Tiaoué
- Tinip
- Tipindjé
- Tiponite
- Tipupuo
- Tiwaka
- To N'deu
- Tontouta
- Truu
- Unvanu
- Voh
- Wa Né Kuya
- Wano
- Wawé Ciado
- Wé Haya
- Wéjet
- Wélic
- Wéwéc
- Yaté

## Cours d'eau classés par longueur
Voici une liste non exhaustive des principaux cours d'eau de Nouvelle-Calédonie classés par longueur,. 
| Cours d'eau          | Embouchure      | Longueur (km) |
| -------------------- | --------------- | ------------- |
| Diahot               | Océan Pacifique | 54,6          |
| Nimbaye              | Océan Pacifique | 40,8          |
| Tontouta             | Océan Pacifique | 37,6          |
| Tiwaka               | Océan Pacifique | 37,2          |
| Pouembout            | Océan Pacifique | 34,4          |
| Ouaieme              | Océan Pacifique | 33,6          |
| Thio                 | Océan Pacifique | 33,4          |
| Tipindjé             | Océan Pacifique | 32,7          |
| Faténaoué            | Océan Pacifique | 30,6          |
| Ouenghi              | Océan Pacifique | 26,5          |
| Houaïlou             | Océan Pacifique | 24,4          |
| Dumbéa               | Océan Pacifique | 23            |
| La Foa               | Océan Pacifique | 22,1          |
| Boghen               | Néra            | 19,9          |
| Tchamba              | Océan Pacifique | 19,1          |
| Rivière des Pirogues | Océan Pacifique | 17,6          |
| Rivière des Lacs     | Lac de Yaté     | 14,1          |
| Couvelée             | Océan Pacifique | 12,4          |
| La Coulée            | Océan Pacifique | 11            |
| Rivière Bleue        | Océan Pacifique | 10,9          |
| Dumbéa Nord          | Dumbéa          | 8,4           |
| Tiponite             | Océan Pacifique | 8             |
| Papainda             | Océan Pacifique | 5,8           |